# Stelvio (formaggio)
Lo Stelvio (in tedesco: Stilfser) è un formaggio stagionato prodotto con latte vaccino tipico della provincia autonoma di Bolzano.
Nel 2007 ha ottenuto dall'Unione europea il riconoscimento di prodotto agroalimentare a denominazione di origine protetta (DOP).

## Storia
La tradizione casearia dell'Alto Adige ha origini remote e il formaggio è un alimento tradizionale della dieta dei contadini altoatesini. Tra il XIII e il XVI secolo si diffusero nel Tirolo le cosiddette Schwaigen, ovvero insediamenti rurali costituiti da masi di montagna i cui abitanti pagavano le tasse in natura tramite cessione del formaggio da loro stessi prodotto, che veniva registrato nei libri fondiari.
La lavorazione del latte per produrre il formaggio Stelvio (o Stilfser) è documentata a partire dall'anno 1914 nei registri del caseificio del comune di Stelvio (Stilfs). Nella prima metà del XX secolo il formaggio di Stelvio era consumato solo nel locale ambito rurale. Successivamente alla costituzione di società cooperative fra allevatori e casari, la produzione è aumentata in modo significativo, creando un indotto sia economico sia sociale per l'area sudtirolese.

## Produzione
Il latte destinato alla trasformazione in formaggio Stelvio/Stilfser è prodotto da vacche allevate nella zona di produzione ed alimentate con foraggi locali, sia freschi sia insilati. Entro 72 ore dalla mungitura, il latte è avviato alla caseificazione.
Dopo averlo sottoposto a breve trattamento termico ("pastorizzazione") a 72 °C, il latte (eventualmente addizionato con fermenti lattici e conservante losozima) è immesso in trasformazione, con l'aggiunta del caglio alla temperatura di 32-33 °C. Dopo una ventina di minuti la cagliata viene rotta, fino ad ottenere grani della dimensione di un chicco di mais. In seguito, viene parzialmente estratto il siero di latte e la massa viene riscaldata a 36-40 °C con immissione di acqua calda, quindi scolata e pressata su tavolo spersore o vasca e infine immessa negli appositi stampi. Le forme vengono pressate e raffreddate, per poi passare alla salatura in salamoia per circa due giorni. La fase finale di lavorazione prevede la stagionatura non inferiore a sessanta giorni, durante i quali le forme vengono rivoltate e bagnate con una soluzione salina contenente la microflora batterica che conferisce il tipico sapore e odore al formaggio Stelvio.

## Zona di produzione
La zona di produzione del formaggio Stelvio DOP / Stilfser g.U. include 84 comuni della provincia di Bolzano, situali all'interno delle comunità comprensoriali di Val Venosta, Burgraviato, Salto-Sciliar, Val Pusteria, Val d'Isarco e del comune di Bolzano.
Tutte le fasi della lavorazione (produzione del latte, trasformazione e stagionatura) devono avvenire all'interno della zona di produzione.